# Knieperstraße 4 (Stralsund)
Das Wohnhaus Knieperstraße 4 in Stralsund ist ein denkmalgeschütztes Bauwerk in der Knieperstraße.

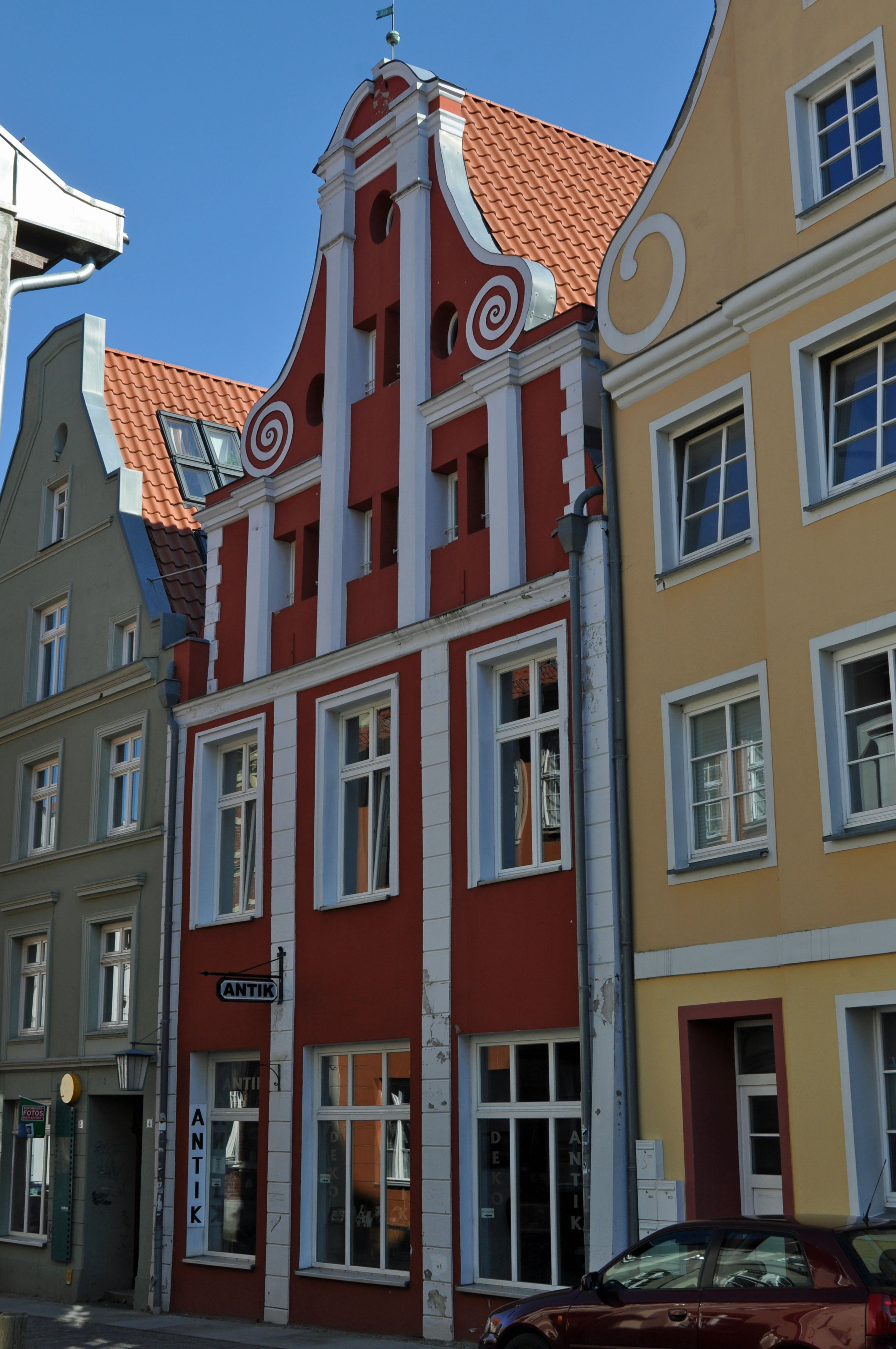
Haus Knieperstraße 4 in Stralsund (2012)

Das dreigeschossige und dreiachsige Giebelhaus mit seinem Volutengiebel mit Segmentbogenabschluss wurde in der zweiten Hälfte des 18. Jahrhunderts errichtet, weist aber Reste einer mittelalterlichen Bausubstanz auf. Das zweite Obergeschoss mit seinen Rechteckluken ist als Giebelsockel über den beiden unteren Vollgeschossen mit genuteten Lisenen ausgeführt.
Das Haus im Kerngebiet des von der UNESCO als Weltkulturerbe anerkannten Stadtgebietes des Kulturgutes „Historische Altstädte Stralsund und Wismar“ ist in die Liste der Baudenkmale in Stralsund eingetragen.